# Premio Beatrice Tinsley
El Premio Beatrice Tinsley es una distinción bienal otorgada por la Sociedad Astronómica Estadounidense en reconocimiento a una contribución extraordinaria en investigación, en los campos de astronomía o astrofísica, en un campo de carácter excepcionalmente innovador o creativo. El premio es nombrado en honor de la cosmóloga y astrónoma Beatrice Muriel Hill Tinsley. 

## Premiados
- 1986 Jocelyn Bell Burnell (descubridora del primer púlsar)
- 1988 Harold I. Ewen, Edward Mills Purcell (descubridores de la radiación de 21 centímetros de longitud de onda del hidrógeno.)
- 1990 Antoine Émile Henry Labeyrie (inventor de la interferometría especular)
- 1992 Robert Henry Dicke
- 1994 Raymond Davis Jr.
- 1996 Aleksander Wolszczan
- 1998 Robert E. Williams
- 2000 Charles R. Alcock
- 2002 Geoffrey Marcy, R. Paul Butler, Steven Scott Vogt
- 2004 Ronald J. Reynolds
- 2006 John E. Carlstrom
- 2008 Mark Reid
- 2010 Drake Deming
- 2012 Ronald L. Gilliland
- 2014 Chris Lintott
- 2016 Andrew Gould (por el desarrollo de microlentes gravitacionales)
- 2018 Julianne Dalcanton